# Escalones Juveniles Nacionalistas
Los Escalones Juveniles Nacionalistas (EJN) fue una agrupación juvenil peruana de corte falangista, antecesor del Sodalitium Christianae Vitae. 

## Historia
Los Escalones Juveniles Nacionalistas fue una agrupación juvenil de corte falangista, creada por Luis Fernando Figari y Sergio Tapia, fundado en Lima entre los años 1966 y 1967 en el colegio Maristas de San Isidro.  Esta agrupación sería el antecedente para lo que después sería la fundación de la sociedad Sodalitium Christianae Vitae (SCV), también fundada por Luis Fernando Figari y Sergio Tapia el 8 de diciembre de 1971, acompañados por el sacerdote Gerald Haby y un grupo de jóvenes estudiantes del colegio Maristas. 
En la reuniones de los Escalones Juveniles Nacionalistas se discutía sobre temas religiosos y políticos, donde Figari mostraría gran interés por José Antonio Primo de Rivera, fundador de la Falange Española y del Nacionalcatolicismo español. El grupo iría adquiriendo poco a poco un perfil más católico basado en la doctrina social de la Iglesia. 
Entre los cantos que se impartían en la agrupación, estaban el Cara al Sol o las adaptaciones de himnos falangistas como el Llámame camarada, entre otros. Estos mismos serían usados posteriormente en la Sodalitium Christianae Vitae.
Otras de las figuras influyentes en los Escalones Juveniles Nacionalistas, es la del rumano Corneliu Zelea Codreanu y líder de la Legión de San Miguel Arcángel, una organización antisemita, ultranacionalista, fascista, que a su vez tenía una rama paramilitar: la Guardia de Hierro.
Esta impronta arraigada en la militancia del fascismo, combinada con la vida católica, vendría principalmente de su fundador Luis Fernando Figari, quien tuvo un pasado marcado por la influencia de doctrinas afines al fascismo, legado ideológico que también configuró la institución en sus inicios.
Entre las figuras más resaltantes que pertenecieron a los Escalones Juveniles Nacionalistas figura el nombre de Francisco Tudela, quien fuera vicecanciller y primer vicepresidente de Alberto Fujimori. Tudela estudió en el Colegio Marista de San Isidro, en la época en que apareció los EJN. Posteriormente, Tudela junto con Luis Fernando Figari fundarían luego en Lima una sucursal de la secta católica de extrema derecha Tradición, Familia y Propiedad.
El fin de los Escalones Juveniles Nacionalistas vendría con la fundación del Sodalitium Christianae Vitae en diciembre de 1971, en cuya nueva sociedad de vida apostólica, se seguirían los lineamientos trazados ya en los EJN. 